# Kostel svatého Václava (Svojšice)
Kostel svatého Václava stojí na návrší v obci Svojšice. Původně gotická sakrální stavba z poloviny 14. století byla obnovena v raně barokním stylu v roce 1773 a upravována v 19. století. Kostel s márnicí, výklenkovou kaplí, farou a pozemky s ohradními zdmi s branami je zapsán do Ústředního seznamu nemovitých kulturních památek České republiky pod číslem 33142/2 – 859. Bohoslužby se konají každou sobotu od 14:00 hodin.

## Historie
V roce 1352 byl kostel poprvé připomínán v „registrech papežských desátků“. Od roku 1421 sloužil ultrakvistům. V roce 1626 přestoupil majitel panství Karel Eusebius Mracký na katolickou víru a kostel byl obnoven v katolickém stylu. Hrabě Michael Osvald z Thun-Hohensteinu nechal provést v roce 1678 přestavbu v raně barokním stylu. V roce 1773, podle návrhu pražského architekta Jana Josefa Wircha, byl kostel přestavěn na náklady stavebníka hraběte Michaela Jana V. z Althannu. Na jaře roku 1798 udeřil do kostelní věže blesk a značně objekt poškodil. Oprava byla dokončena až v roce 1807. K západnímu průčelí byla v roce 1825 přistavěna předsíň. Rekonstrukce zastřešení objektu proběhla v roce 1846. Původní šindel byla nahrazena pálenou střešní taškou. V letech 1974–1975 byla opravena fasáda.

## Kostel
Kostel byl postaven na návrší a tvoří dominantu vsi. Je obklopen bývalým hřbitovem, který je uzavřen oválnou zdí. Na její západní straně byla postavena klenutá ozdobná brána. Do jihovýchodní strany zdi byla vestavěna márnice. K její vnější straně přiléhá výklenková kaple. Na východní straně kostela stojí bývalá fara, obklopena zahradou s ohradní zdí.

### Exteriér
Jednolodní kostel má odsazené čtvercové kněžiště. Na jeho severní straně je obdélná sakristie. V ose západního průčelí kostela byla postavena trojboká předsíň. V jejím štítu je oválná pískovcová deska s latinským nápisem připomínajícím přestavbu kostela v roce 1773.
Přední stěnu předsíně člení dvě nárožní lizény. Prostor mezi nimi vyplňuje jednoduchý portál. Boční stěny s malými okénky ohraničuje také lizénový rám. Západní průčelí kostela s vysokým soklem člení dva páry hladkých pilastrů s patkami a hlavicemi s volutami, které nesou korunní římsu. Blíže středu člení fasádu dvě lizény, které končí pod římsou. V ose nad předsíní je umístěno zamřížované lunetové okno orámované šambránou s klenákem. Nad okapní římsou je půlkruhový štít s předstupující členěnou atikou, kterou kryjí prejzy. Atika končí na stranách pilíři s vázami. Ve štítu je kamenný reliéfní erb rodu Althannů. Trojúhelný štít s volutami je ukončen jehlanem se železným křížem.
V jižní i severní stěně lodi jsou půlkruhová okna, která zdobí jednoduché kamenné šambrány a pod dolními rohy ještě tři kapky. Korunní římsa obíhá kolem celé stavby. Při severozápadním nároží kostela byl postaven obdélný portálek. Podobný portálek má také sakristie. 
U jižní strany lodi kostela stojí čtyřpatrová hranolová věž. Její jižní stěnu zdobí portálek s olištovaným ostěním. Věž je zakončena zděnou cibulovitou báňí, která je dvakrát odstupňovaná a na vrcholu zakončena makovicí s železným křížem. Nad kněžištěm je sanktusník s lucernou.

### Interiér
Strop kostelní lodi vytváří dojem klenby. Jedná se o dřevěnou konstrukci, složenou ze tří polí českých placek, oddělených pasy. Malby na stropě ze sedmdesátých let 18. století Václava Prokopa Kramolína byly při požáru v roce 1798 poškozeny a během oprav zabíleny. V roce 1929 vytvořil Jaroslav Major eklektické historizující malby. Figurální scénu s knězem, který podává hostii svatému Václavovi a svaté Ludmile, umístil ve středním poli. Na klenbě směrem k západu jsou zachyceni andělé v malovaném průhledu do nebe.
Kněžiště kostela je zaklenuto jedním polem křížové klenby bez žeber. Nad sakristií je malá zasklená oratoř, zaklenutá obloukem. Na západní straně lodi byla v roce 1733 vestavěna kruchta s valenou klenbou a balustrádou, která má uprostřed balkonek.
Barokní hlavní oltář pochází z roku 1773. Nad oltářní menzou nesou dvě sochy andělů vykrajovaný rámec s polovičními volutovými římsami. Po stranách oltáře jsou dvě zdobené obloukové branky. Barokní kazatelnu zdobí baldachýn se třemi postavami církevních otců. Stranu vítězného oblouku zdobí vyřezávaný barokní baldachýn s draperiemi také z roku 1773. Cínová křtitelnice pod obloukem pochází z roku 1678.  
Na jižní straně chrámové lodi je umístěna socha Panny Marie s Ježíškem z roku 1892 od pražského řezbáře Josefa Krejčíka. V lodi jsou dva boční oltáře z roku 1773 s řezanými baldachýny s čabrakou. Zdobí je obrazy. Na severní straně to je Immaculata od Bedřicha Wachsmanna z roku 1904. Po stranách tohoto oltáře stojí vlevo socha svatého Prokopa a vpravo socha svatého Vojtěcha od Eduarda Veselého z roku 1881. Na protější straně je oltář svatého Jana Nepomuckého s obrazem Ludvíka Jaroslava Bernarda z roku 1870. Vlevo stojí socha svatého Vendelína a vpravo socha svaté Nortburgy z mnichovské dílny Meyer.
Z roku 1773 se dochovaly pozdně barokní dveře ve východní stěně sakristie a dveře do kněžiště s krabicovým zámkem a kovaným závěsem. V kostele vynikají barokní lavice z roku 1678, zdobené vinnou révou, fíky a granátovými jablky. Kazatelnu z let 1770–1773 zdobí zlacená kartuš se scénou ze Starého zákona a rokokovým ornamentem. 
V kostelní věži se dochoval ze všech zvonů pouze jeden, z roku 1576, od pražského zvonaře Brikcího z Cimperka. Byl pořízen za majitele panství Jana mladšího z Valdštejna.
Vnitřní zařízení kostela pochází ze 17. a 18. století. V druhé polovině 19. století byly zdi lodi doplněny obrazy křížové cesty. K významným památkám barokní zlatnické práce na Kolínsku patřil kalich z první čtvrtiny 18. století od Andrease Krause z Kutné Hory. V devadesátých letech 20. století byl odcizen.

## Fara
První zmínka o faře je spojena s kostelem v „registrech papežských desátků“. Fara spolu s kostelem byla vypleněna během lidových bouří v roce 1627. Nově byla postavena v roce 1767 stavebníkem hrabětem Janem Althannem. Po roce 1875 byla upravována a v roce 1829 rozšířena. Byly zde čtyři pokoje, čeledník, kuchyň, komora a sklep. V osmdesátých letech 20. století byla původní šindelová střecha vyměněna za lepenkovou. Vzhledem k použití nekvalitního materiálu byla střecha před koncem tisíciletí opět v havarijním stavu. Od roku 2016 probíhaly opravy objektu, který začal sloužit k obytným účelům.
Objekt fary tvoří kamenná stavba s obdélníkovým půdorysem, na východní straně s užším přístavkem. Je kryta vysokou stanovou střechou s vikýři. Hlavní vstup do budovy je od kostela. Na jižní straně je objekt přízemní se třemi okny. Severní průčelí, které je postaveno do svažité zahrady, je patrové se sklepem v přízemí. Patro má čtyři okna. Okna i dveře nemají ostění ani šambrány.
Chodba prochází budovou v ose stavby a z ní se vchází do jednotlivých místností po stranách. Je sklenuta segmentovou klenbou. Místnosti mají ploché stropy, v jedné jsou zaoblené fabiony. Sklepní prostory jsou klenuté. Netradičně řešeny jsou dva komíny. Nad střechu vystupuje pouze jeden, protože na půdě severní komín ústí obloukem do jižního.

## Výklenková kaple
Výklenková kaplička svatého Václava byla postavena v rámci přestavby kostela v roce 1773, ve hřbitovní zdi a přiléhá k zadní stěně márnice. Portál zaklenutý obloukem tvoří téměř celé průčelí. Štít je trojúhelníkový s profilovanou římsou. Stříška je sedlová.
V roce 2020 byla opravena a znovu vysvěcena dne 3. října 2021. Nad zděnou oltářní menzou visí fotokopie obrazu Apoteózy svatého Václava. Původně zde visel obraz svaté Ludmily a svatého Václava z let 1800–1850 malovaný na plátně.

## Hřbitov
Bývalý hřbitov se prostírá kolem kostela a je obehnán kamennou ohradní zdí. Na hřbitově se dochovaly náhrobky rodu Althannů, kteří sídlili na zdejším zámku v letech 1738–1923. Dochovalo se také několik náhrobků panských úředníků.
- pískovcový náhrobek hraběte Michaela Jana V. Nepomuka z Althanu,
- litinový náhrobek u severní zdi kostelní lodi ředitele svojšického panství Ondřeje Grima ( 25. března 1783 – 6. května 1844),
- pískovcový náhrobek u vnější západní stěny kostelní věže hrabat z Althannu z roku 1848. Je tvořen ozdobnou nikou s pětibokým frontonem a profilovanou římsou s palmetami. Uvnitř niky, na hranolovém soklu je umístěna socha modlící se postavy. Na soklu je  umístěna deska ze šedého mramoru s reliéfním aliančním znakem rodu Althannů a Thurnů
- mramorový epitaf na severní stěně lodi kostela Terezie Pfailschmiedové,
- mramorový epitaf správce hospodářství Antonína Pollaka († 23. 2. 1886) na severní stěně lodi kostela,
- mramorový epitaf správce panství Emila Birharta († 26. 1. 1893) také na severní stěně lodi kostela,
- mramorový pseudogotický sloupový náhrobek hraběte Michaela Maxmiliána Františka z Althannu stojí samostatně na východní straně kněžiště u ohradní zdi[7]

## Galerie

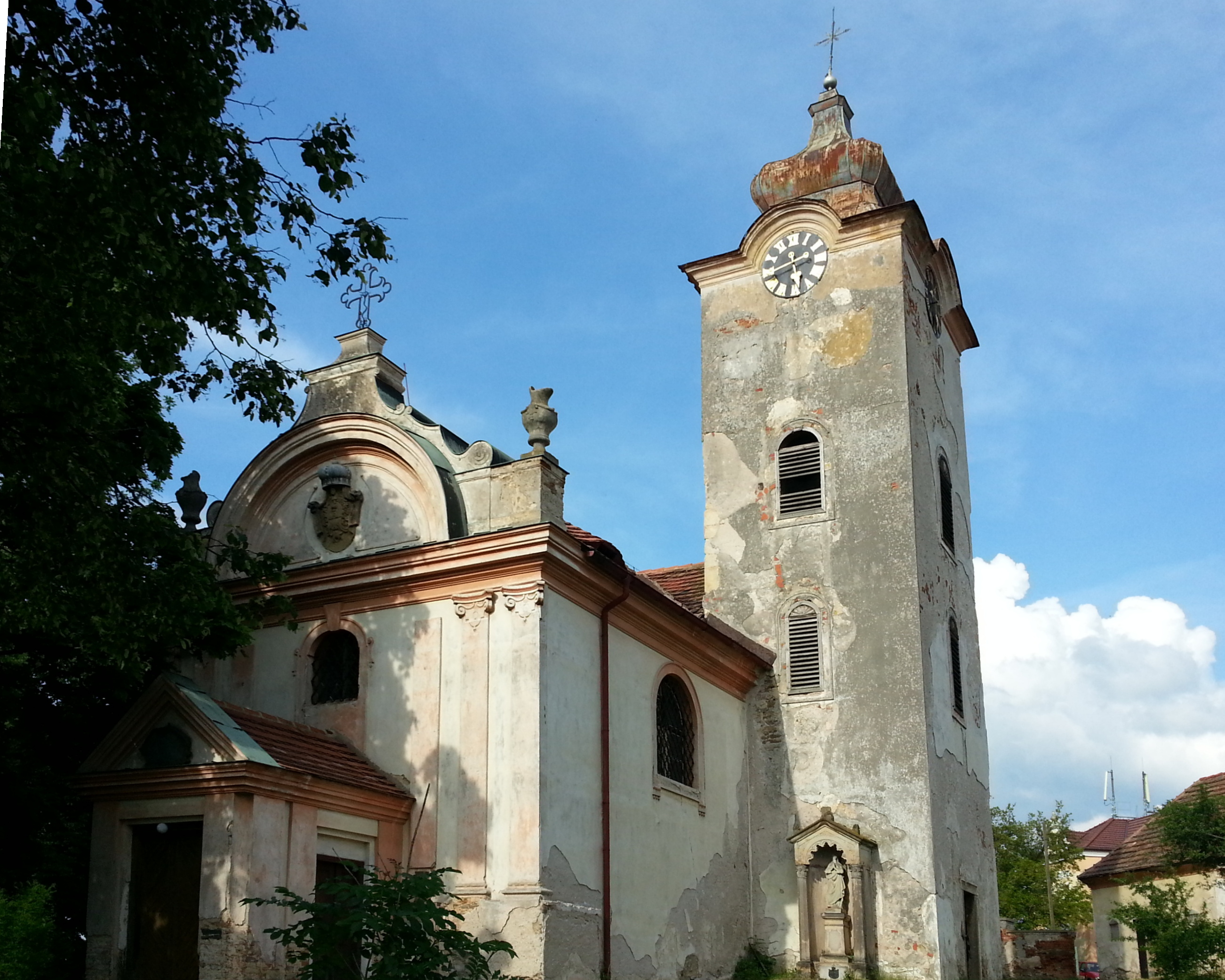
Kostel sv. Václava
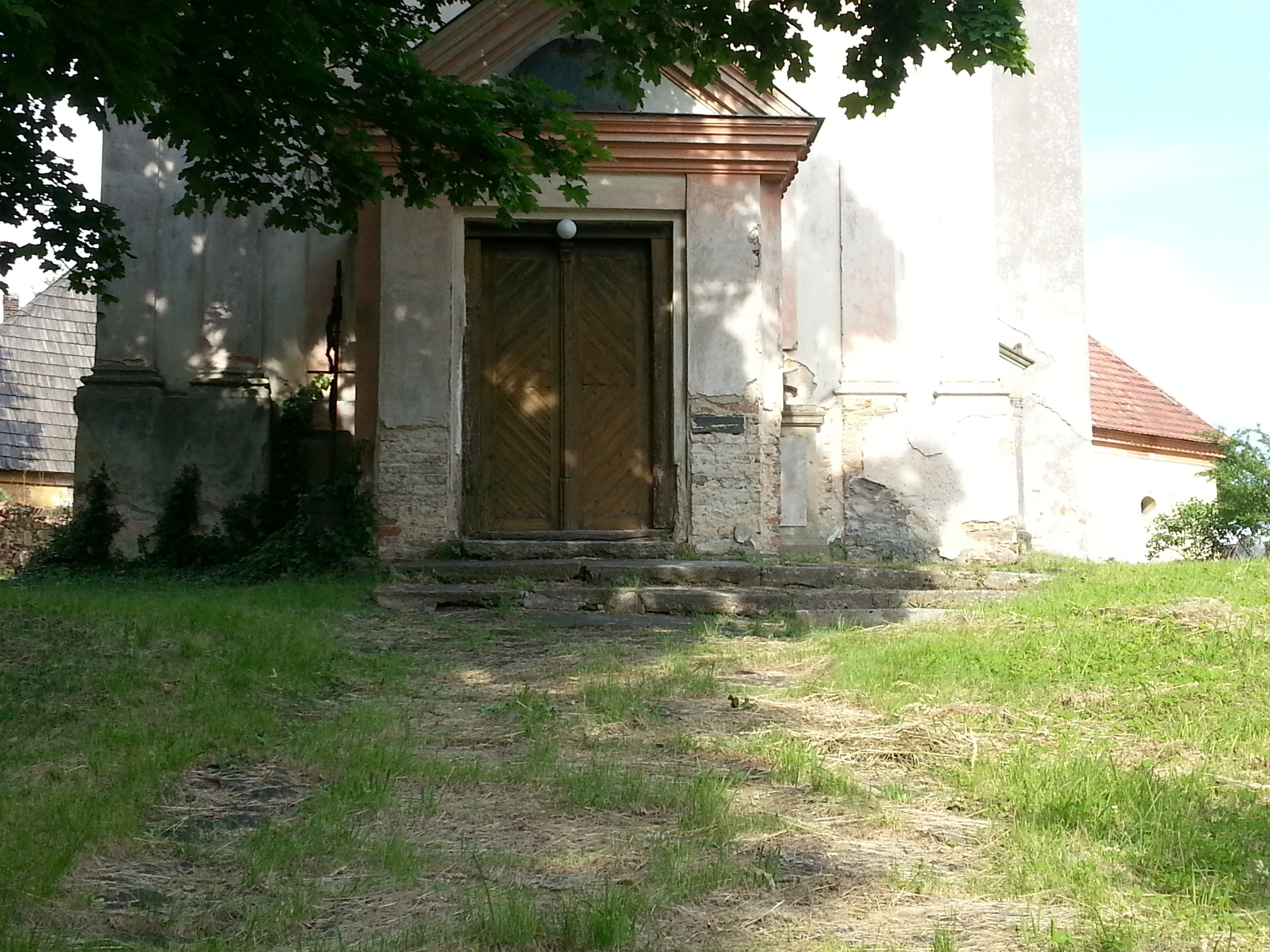
Vchod do kostela
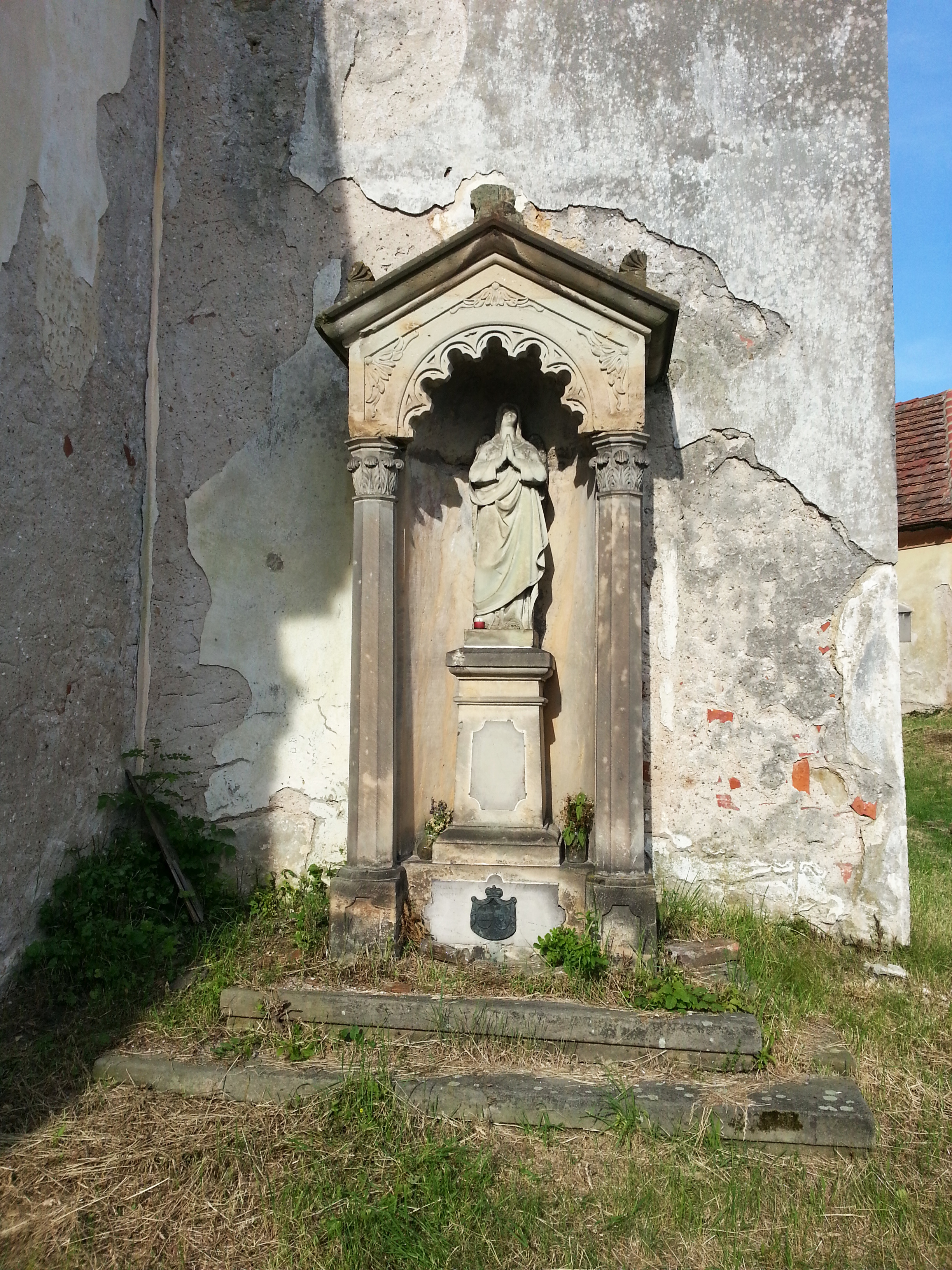
Náhrobek hrabat Althanů
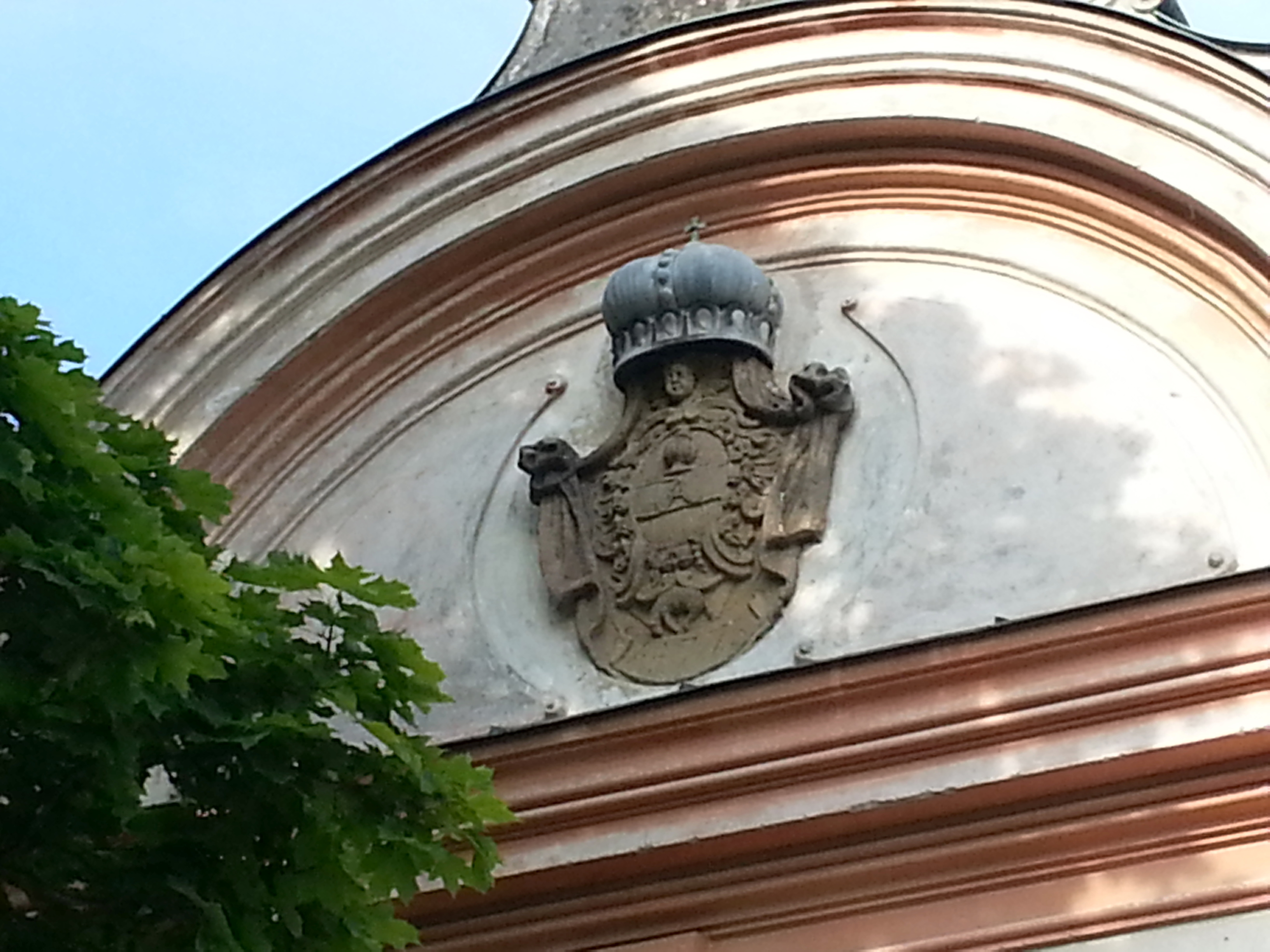
Detail průčelí kostela
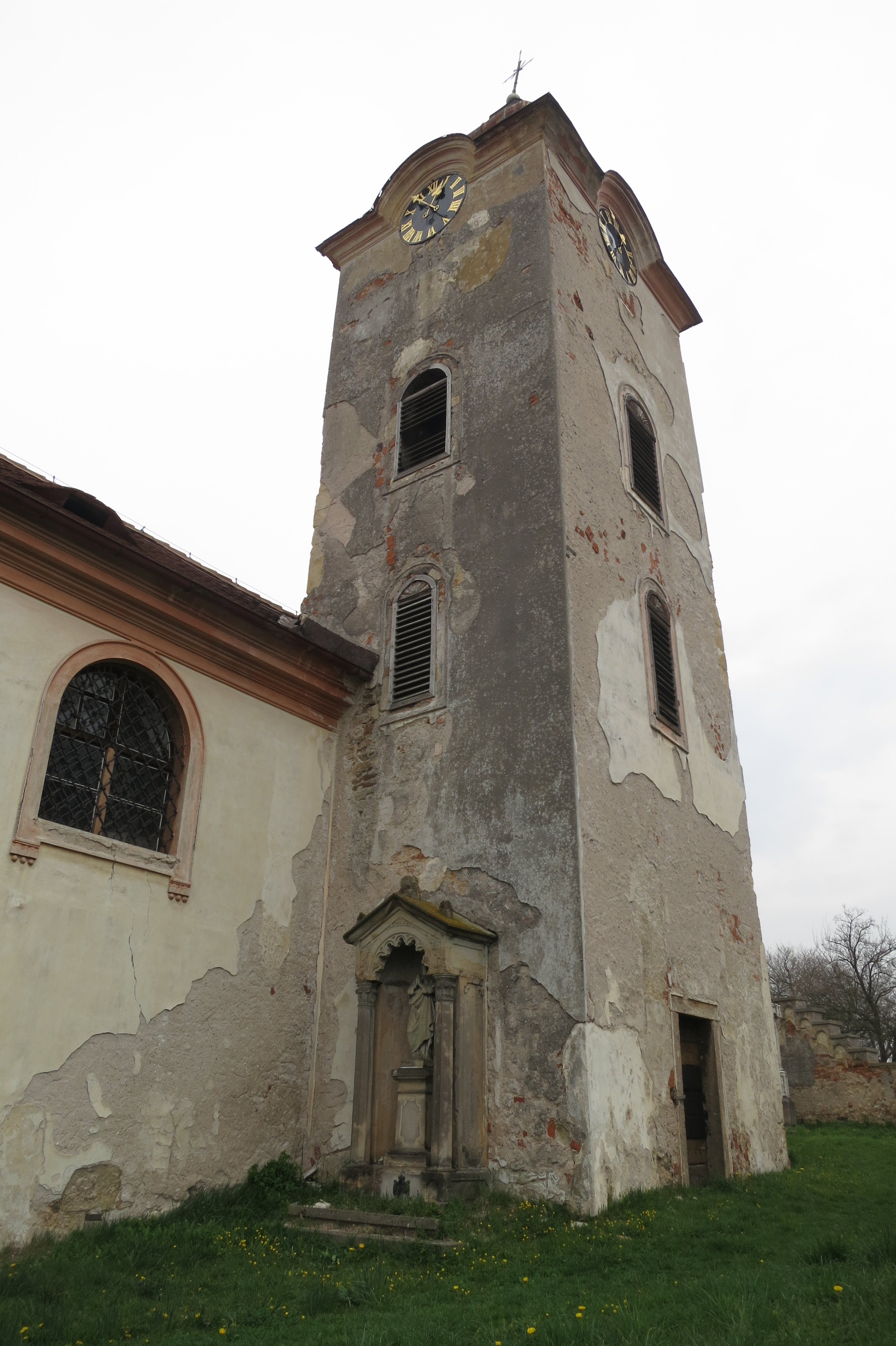
Kostelní věž
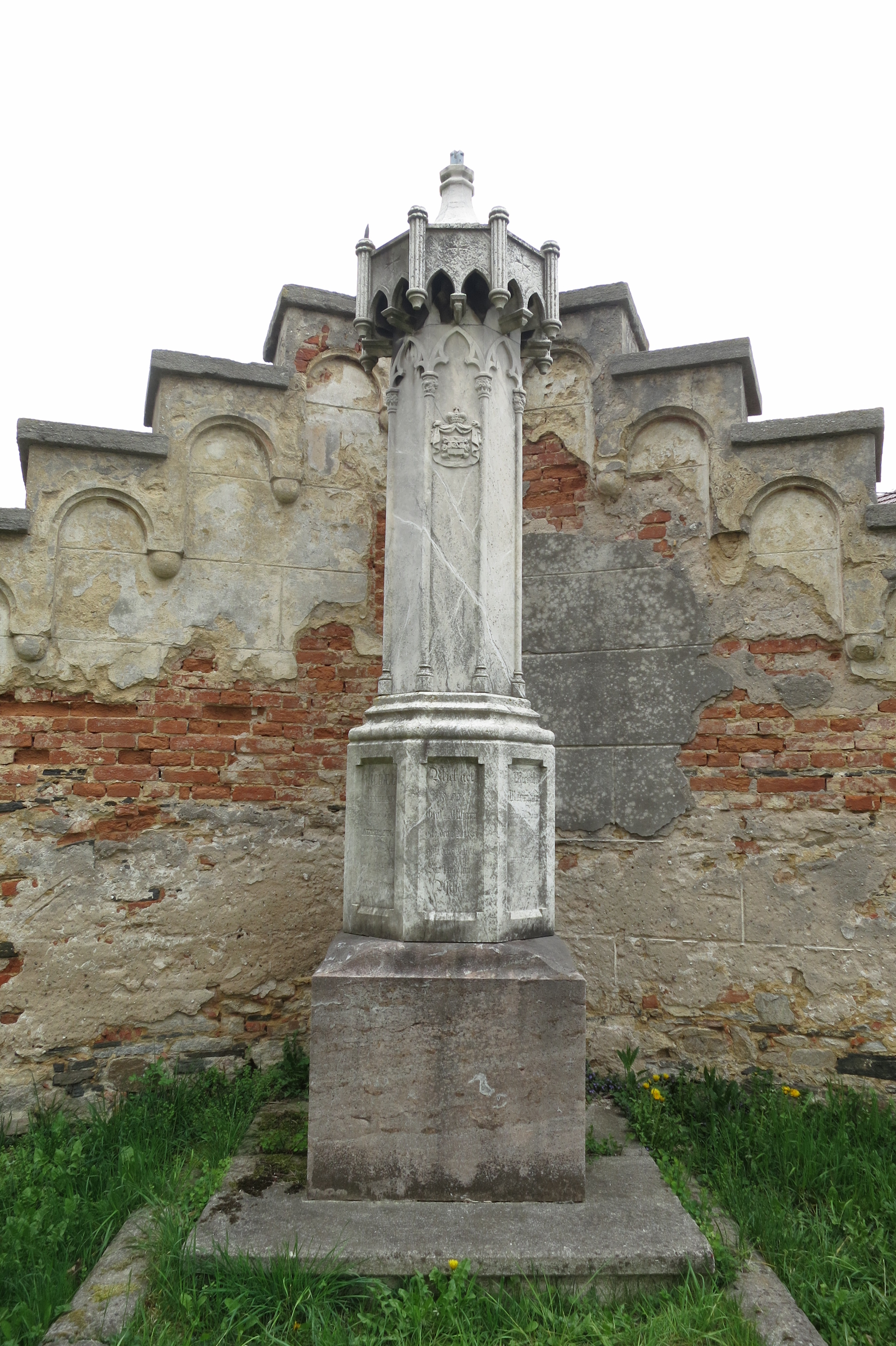
Náhrobek rodu
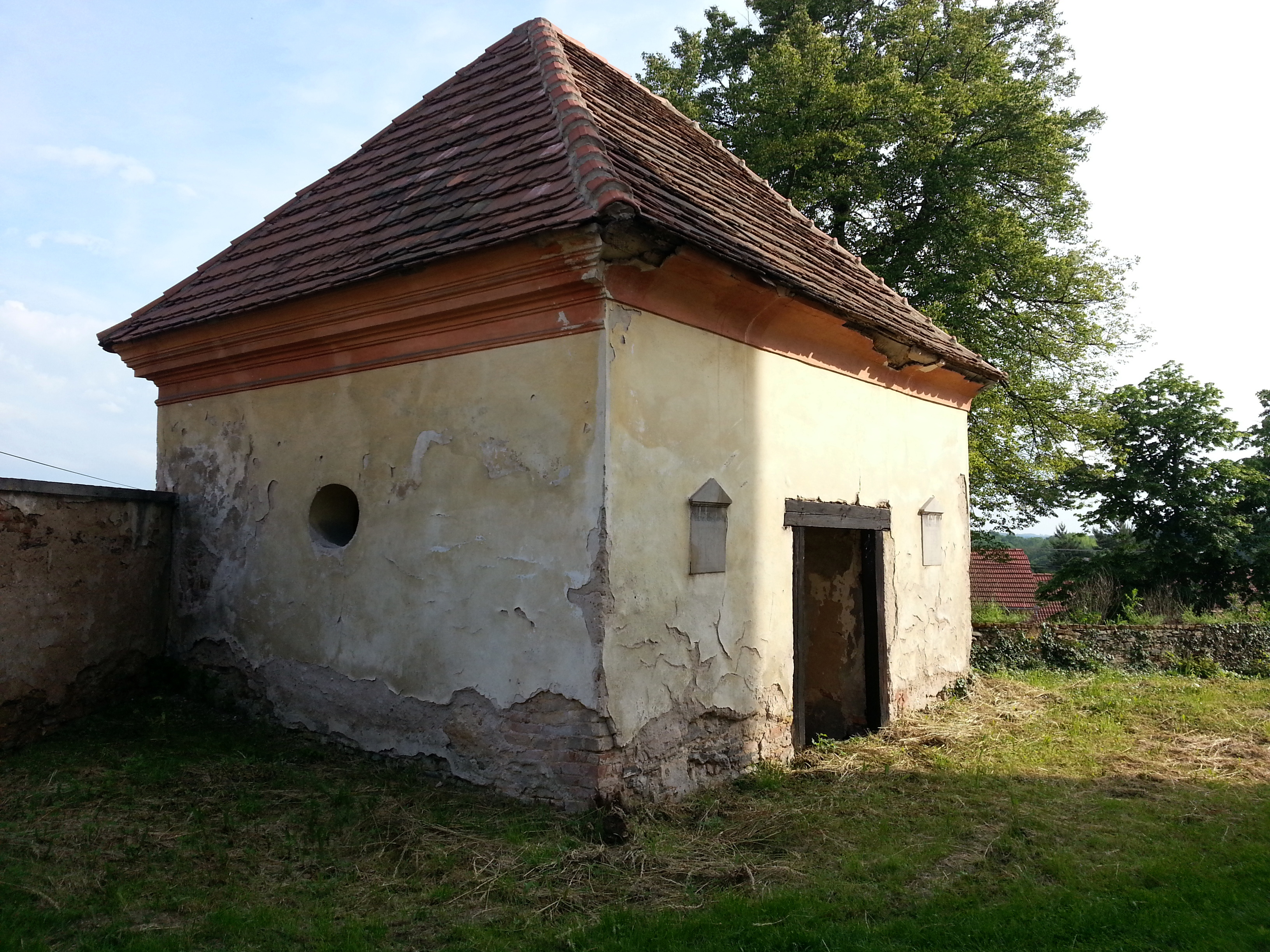
Márnice